# الحزب الديمقراطي الاجتماعي (أنغولا)
الحزب الديمقراطي الاجتماعي (بالإنجليزية: Social Democratic Party)‏ هو حزب سياسي أنغولي، أسس في 1988م.

## أعضاء بارزون
- كود سباركل
- تحديث القائمة